# Rachid Taoussi
Rachid Taoussi (en árabe: رشيد الطاوسي‎ - nacido en 6 de febrero de 1959, Sidi Kacem, Marruecos) es un entrenador marroquí de fútbol, el actual entrenador del Raja Casablanca de Marruecos.

## Carrera

### Como jugador
Nacido en Sidi Kacem , Taoussi comenzó su carrera a los 17 años con la Unión Sidi Kacem como mediocampista.

### Como entrenador
De 1995 a 2000, Taoussi fue el segundo entrenador del equipo nacional de Marruecos.
En 1997, dirigió el Taoussi la selección marroquí Sub-20 a ganar el Campeonato Africano Juvenil.
El 22 de septiembre de 2012, Taoussi fue nombrado director del equipo de fútbol nacional de Marruecos, en sustitución de Eric Gerets, que fue despedido la semana anterior.

## Palmarés
MAS Fez
- Coupe du Trône (1): 2011
- Copa Confederación de la CAF (1): 2011
- Supercopa de la CAF (1): 2012

Marruecos Sub-20
- Campeonato Juvenil Africano (1): 1997